# Philip Sipong
Philip Siphong Onphitak (30. září 1907, Nong Sëng – 16. prosince 1940, Mukdahan) byl thajský učitel a římskokatolický katecheta, zabitý pro svoji víru státní policií. Katolická církev jej uctívá jako blahoslaveného mučedníka.

## Život
Narodil se dne 30. září 1907 v Nong Sëngu v provincii Nakhon Phanom v Thajsku, kde byl také pokřtěn. Ve své rodné obci absolvoval farní školu a po dokončení středoškolského vzdělání byl ustanoven učitelem v Songkhonu, kam dorazil v roce 1926. O pět let později se oženil s Marií Thong, která mu porodila pět dětí. Na zdejší farní škole byl také pověřen výukou katechismu.
Roku 1940, po vypuknutí francouzsko-thajské války, docházelo k pronásledování křesťanů v oblasti, kdy misijní kněz Paul Figuet z Pařížské společnosti zahraničních misií, působící v Songkhonu, byl vyhoštěn ze země. Po knězově odchodu v listopadu téhož roku měl ve spolupráci s řeholními sestrami Agnes Phily a Lucií Khambang z kongregace Milovnic svatého Kříže na starost vedení místní křesťanské komunity.
Aby státní policie donutila vesničany zříci se křesťanství, poslala Philipu Siphongovi falešný dopis, v němž jej vyzvala, aby se dostavil do Mukdahanu. Uposlechl a 15. prosince se vydal na cestu, při které však byl zatčen a 16. prosince 1940 zastřelen poblíž řeky Tum Nok, načež policisté nařídili místním obyvatelům, aby jeho tělo ukryli. Teprve roku 1959 byly jeho ostatky nalezeny a přeneseny na hřbitov do Songkhonu. Několik dní po jeho smrti, 26. prosince, bylo v Songkhonu zastřeleno pro svoji víru šest obyvatelek, včetně dvou řeholnic, které s ním spolupracovaly.

## Úcta
Dne 1. září 1988 podepsal papež sv. Jan Pavel II. dekret o mučednictví jeho a šesti jeho společnic. Blahořečeni pak byli společně tímtéž papežem dne 22. října 1989 v bazilice sv. Petra.
Jeho památka je připomínána 16. prosince.